# 西原K太
西原 K太（にしはら けいた） は、日本の声優。現在はフリー。
以前はアーツビジョンに所属していた。

## 出演作品

### テレビアニメ
- 金田一少年の事件簿（美雪の父、警官、先生B）
- さくらももこ劇場 コジコジ（ゲラン、神父、カメじじい）
- 週刊ストーリーランド（店員、側近、老刑事、職員、雲、敵の武将 他）
- ドキドキ♡伝説 魔法陣グルグル（国王）
- 未来少年コナンII タイガアドベンチャー（男）

### OVA
- 銀河英雄伝説

### ゲーム
- アルティメット エコロジー
- さくらももこ劇場 コジコジ（ゲラン）※ドリームキャスト
- 天使同盟（カベル）
- マジカルドロップF・大冒険もラクじゃない!（エンペラー）
- 魔導物語I 炎の卒園児（クルリンパ）

### CD
- さくらももこ劇場　COJI-COJI コジコジ　CD with 携帯キャラップ（ゲラン）

### その他
- ウィークエンドウェザー（ゲラン）